# SNAP (Satellitenprojekt)
SNAP (Supernova/Acceleration Probe) ist ein Konzept aus den 2000er Jahren für ein Weltraumteleskop, von dem man sich Erkenntnisse zur hypothetischen dunklen Energie im Universum erhoffte.
Mit SNAP sollte die Anzahl der beobachteten Supernovae auf etwa 2000 pro Jahr erhöht werden. Durch diese große Anzahl wollte man die Expansion des Universums genauer bestimmen, denn mit Hilfe dieser Explosionen (Supernovae vom Typ Ia) werden Distanzen im Weltall gemessen. Auch die Verteilung sollte erfasst werden, so dass man mit Hilfe der Distanz Rückschlüsse auf die Entstehungsphasen des Universums schließen kann. 
Des Weiteren sollten Gravitationslinsen erfasst und kartographiert werden. Mit Hilfe dieser Linsen kann man weit entfernt liegende Objekte vergrößert betrachten. Außerdem sagt ihre Verteilung etwas über die Inflation des Universums aus.
Das SNAP-Teleskop sollte sich durch einen extrem großen Blickwinkel von über einem Quadratgrad auszeichnen und der Detektor Licht im nahen infraroten und visuellen Bereich auf etwa 0.7·109 Pixel abbilden. Es sollte eingesetzt werden, um in einem 4-Tages-Zyklus rund 7.5 Quadratgrad abzutasten und Supernovae bis zu einer Rotverschiebung von 1.7 zu erkennen, die von einem integrierten Spektrometer genauer vermessen werden können.
SNAP war als ein Teil der Joint Dark Energy Mission geplant, einer Zusammenarbeit der NASA und des US-Energieministeriums. Wenn SNAP ausgewählt worden wäre, hätte der Start vor 2020 stattgefunden.